# 安井昌二
安井 昌二（やすい しょうじ、1928年8月16日 - 2014年3月3日）は、日本の俳優。本名：四方 正雄（よも まさお）。旧芸名は四方正夫。「劇団新派」所属。

## 経歴
東京府出身。日本大学法文学部中退。長谷川一夫主宰の劇団・新演伎座、俳優座養成所（3期）を経て、活動再開まもない日活映画の専属俳優となり『月は上りぬ』（1955年、田中絹代監督）で映画デビューを果たす。これを機に芸名を四方正夫から、役名の「安井昌二」へと改名した。1956年に市川崑監督の映画『ビルマの竪琴』の主役・水島上等兵を演じたことで一躍人気を得る。1960年代以降はテレビや舞台へと活動拠点を移し、妻・小田切みきと二人の娘四方正美、四方晴美と夫婦親子役で出演した『パパの育児手帳』『チャコちゃん』などでお茶の間においても人気者となった。1963年に初代水谷八重子の相手役として新派公演へ招かれたのを機に度々客演し、1968年に正式に新派へ入団。初代八重子亡きあとは、二代目水谷八重子、波乃久里子、菅原謙二と共に「新派四本柱」として劇団を担い、舞台を中心に活動を続けていた。
2014年3月3日午前9時、急性心不全のため千葉県の自宅で死去。85歳没。

## 出演作品

### 舞台
- 「劇団新派」定期公演

### 映画
- ひめゆりの塔（1953年） - 兵士
- 月は上りぬ（1955年） - 安井昌二
- 湯の町椿（1955年） - 及川雅彦
- うちのおばあちゃん（1955年） - 佐貫次郎
- 志津野一平 地獄の接吻（1955年） - 楠見信夫
- 大岡政談 人肌蝙蝠（1955年） - 善吉
- こころ（1955年） - 日置
- 江戸一寸の虫（1955年） - 清水清次
- 幼きものは訴える（1955年） - 中学の先生
- ビルマの竪琴 第一部・第二部（1956年） - 水島上等兵
- 乙女心の十三夜（1956年） - 信吉
- 黒帯有情 花と嵐（1956年） - 牟礼三九則
- 雑居家族（1956年） - 太田一郎
- おんな船頭唄（1956年） - 山形健二
- 逆光線（1956年） - 真木文夫
- 感傷夫人（1956年） - 秋山豊
- 沖縄の民（1956年） - 豊平政男
- 最後の突撃（1957年） - 秋山中尉
- 女子寮祭（1957年） - 田村正一
- 私は前科者である（1957年） - 滝
- 永遠に答えず（1957年） - 井崎俊男
- 今日のいのち（1957年） - 吉成朝巳
- 狂った関係（1957年） - 村岡諄吉
- 海の野郎ども（1957年） - 十一人中一人の労働者
- 誘惑（1957年） - 田所草平
- 峠（1957年） - 脇順三
- 禁じられた唇（1958年） - 芳武
- 心と肉体の旅（1958年） - 竹内
- 夜の牙（1958年） - 荒木警部補
- 錆びたナイフ（1958年） - 狩田検事
- どうせ拾った恋だもの（1958年） - 秋山泰彦
- 四季の愛欲（1958年） - 清水谷
- その女を逃がすな（1958年） - 政田刑事
- 絶唱（1958年） - 大谷
- 港でうまれた男（1958年） - 高沢伸一
- 傷痕の掟（1959年） - 山村周治
- 若い川の流れ（1959年） - 警官
- 実いまだ青し（1959年） - 二階堂
- だから云ったじゃないの（1959年） - 谷譲次
- 街が眠る時（1959年） - 中村
- 俺は淋しいんだ（1959年） - 相原三郎
- 山と谷と雲（1959年） - 信吾
- 爆薬に火をつけろ（1959年） - 須田進
- ここに男あり（1959年） - 高田鉄二
- わかれ（1959年） - 泰治
- 人間の條件 第3部望郷篇 / 第4部戦雲篇（1959年） - 見習士官
- 火の壁（1959年） - 高杉康二
- 四万人の目撃者（1960年） - 嵐鉄平
- 命との対決（1960年） - 大江勉
- 黒潮秘聞 地獄の百万両（1960年） - 唐手小僧青助
- ろくでなし（1960年） - 牧野信一
- お夏捕物帖 通り魔（1960年） -　森隼人
- 敵は本能寺にあり（1960年） - 波多野秀尚
- こつまなんきん（1960年） - 小五郎
- 真昼の罠（1960年） - 健
- 又四郎行状記 神変美女蝙蝠（1961年） - 内藤小次郎
- 富士に立つ若武者（1961年） - 平兼隆
- 緋ざくら小天狗（1961年） - 武山文平
- 女家族（1961年） - 大坪克巳
- 東海一の若親分（1961年） - 追分三五郎
- 霧と影（1961年） - 宇田甚平
- 江戸っ子繁昌記（1961年） - 坂部三十郎
- 花のお江戸のやくざ姫（1961年） - 家光
- いかすじゃねえか三度笠（1961年） - 梶原金四郎
- 反逆児（1961年） - 天方山城
- ひばりのおしゃれ狂女（1961年） - 田沼能登守
- 黒と赤の花びら（1962年） - 西条広
- 暴れん坊一代（1962年） - 鶴間順一郎
- 佐久間・大空の恋愛学校（1962年） - 野田健一
- 東京丸の内（1962年） - 武山大造
- 柳生武芸帳 独眼一刀流（1962年） - 松平伊豆守
- 狙い射ち無頼漢（1962年） - 遊佐勝男
- ひばり・チエミのおしどり千両傘（1963年） - 堀込一馬
- 恐喝（1963年） - 石丸宏
- 刑事（1964年） - 宮原
- 明治大帝御一代記（1964年）
- 香港の白い薔薇（1965年） - 大友係長
- 赤穂城断絶（1978年） - 原惣右衛門
- 夢の女（1993年） - 上郷
- シベリア超特急2（2001年） - 老作家
- まだらの少女（2005年） - 医師
- 小梅姐さん（2008年）

### テレビドラマ
- 東芝日曜劇場（TBS）※多数出演
- 日立ファミリーステージ 第23話「町の島帰り」（1962年、TBS） - 千助
- 銭形平次捕物控（1962年、TBS）
- 二つの橋（1962年、NHK）※ NHK初の海外取材ドラマでベニス・ミラノなど美しい景色を背景に物語は展開
- パパの育児手帳（1962年、TBS / NAC）※ 小田切みき・四方晴美と家族共演
- 大河ドラマ（NHK）
  - 赤穂浪士（1964年） - 毛利小平太
  - 竜馬がゆく（1968年） - 小栗上野介
  - 樅ノ木は残った（1970年） - 伊東新左衛門
  - 国盗り物語（1973年） - 長井利隆
- チャコちゃん （1966年、TBS / 国際放映）※ 小田切みき・四方晴美と家族共演
- ブラザー劇場 / 新吾十番勝負 第37話「真剣勝負」（1967年、TBS / 松竹） - 相馬彦四郎
- 日日の背信（1967年、THK） - 土居広之
- 風 第38話「香木騒動始末記」（1967年、TBS / 松竹）
- ローンウルフ 一匹狼 第7話「恐喝者の陰」（1967年、NTV / 東映）
- 銭形平次（CX / 東映）
  - 第121話「鬼の眼」（1968年） - 戸田修石
  - 第437話「平次危機一髪」（1974年） - 三田村
- 大奥（1968年、KTV / 東映） - 大岡忠相
- 氷点（1971年、TBS / 東宝）
- コートにかける青春（1971年、CX / 東宝） - 東城博之
- プレイガール 第122話「怪談・砂漠東京に骨が転がる」（1971年、東京12Ch / 東映）- 伊東
- おらんだ左近事件帖 第10話「お福が泣いている」（1971年、CX / 東宝）- 草庵
- 水戸黄門（TBS / C.A.L）
  - 第3部 第26話「肥後の競い馬 -熊本-」（1972年5月22日）- 喜助
  - 第8部 第13話「芝居になった漫遊記 -伊勢-」（1977年10月10日）- 中村錦之丞
  - 第9部 第14話「鈴に秘めた愛 -高田-」（1978年11月6日）- 長野帯刀
  - 第10部 第2話「女度胸の鉄火肌 -神奈川-」（1979年8月20日）- 尾張大納言綱誠
  - 第15部 第14話「めざす敵は仁術医者 -浜田-」（1985年4月29日）- 笹木順庵
  - 第16部 第38話「命を賭けた用水路 -小山-」（1987年1月12日） - 脇田堅吾
- 花のいのち（1973年、TBS）
- 江戸を斬る 梓右近隠密帳 第17話「飛竜祈願」（1974年1月21日、TBS / C.A.L） - 秋元但馬守
- 科学捜査官 第17話「魚鱗の遺書」（1974年、KTV / 松竹） - 島村善郎
- 太陽にほえろ!（NTV / 東宝）
  - 第184話「アリバイ」（1976年） - 田沢恵介社長
  - 第501話「ある巡査の死」（1982年） - 君原警視正
- 赤い疑惑 第11話「近くて遠い街・パリ」（1975年、TBS / 大映テレビ）- 機長
- 伝七捕物帳 第132話「真夜中の白装束」（1976年、NTV / ユニオン映画）- 波崎太兵衛
- 桃太郎侍 第87話「鶴が啼く岸辺」（1978年、NTV / 東映）- 室田勘兵ヱ
- 江戸プロフェッショナル 必殺商売人 第11話「女体が舞台の弁天小僧」（1978年、ABC / 松竹） - 京屋庄兵ヱ
- 大空港 第77話・第78話「空港特捜部よ・永遠に! （前・後篇）」（1980年、CX / 松竹）- 大岡正義（清風産業社長）
- 特命刑事 第2話「脱獄」（1980年、NTV / 東映）- 高橋
- ザ・ハングマン 第40話「トルコ風呂 密室殺人」（1981年、ABC / 松竹芸能）- 中久保角三（城西建設専務）
- 西部警察 PART-II 第5話「消えた身代金」（1982年、ANB / 石原プロ）- 秋月俊一郎（警視総監）
- 眠狂四郎無頼控 第19話「毒牙を隠した花嫁」（1983年、TX / 歌舞伎座テレビ）- 水野忠邦
- 大奥 第45話「花嫁は大奥一年生」（1984年、KTV / 東映）- 島津斉彬
- 暴れ九庵（1984年 - 1985年、KTV / 東宝） - 半井元養
- 特捜最前線　第425話「あるサラリーマンの死!」（1985年、ANB / 東映）
- 遠山の金さんII 第1話「お奉行さま! 女の命あずけます!!」（1985年、ANB / 東映） ※高橋英樹版
- 土曜ワイド劇場「整形復願未亡人 私は名門夫人になりたい…」（1986年）- 的場会長
- 家庭の問題（1989年、TBS）- 善夫
- 夢の女（1993年）
- 今夜、宇宙の片隅で（1998年、CX）
- 子連れ狼2（2003年、EX）- 左兵衛
- 逃亡者 おりん（2007年、TX）- 安藤帯刀